# Хіґасі-Сіракава
35°38′33″ пн. ш. 137°19′25″ сх. д. / 35.642444444444° пн. ш. 137.32358333333° сх. д.
Хіґа́сі-Сірака́ва (яп. 東白川村, ひがししらかわむら, МФА: [ɕigaɕi̥ ɕiɾakawa muɾa]) — село в Японії, в повіті Камо префектури Ґіфу. Станом на 1 квітня 2009 площа села становила 87,11 км². Станом на 1 липня 2011 населення села становило 2485 осіб.

## Географія
Хіґасі-сіракава знаходиться на плато Міно-Мікава в центральній префектурі Гіфу, в оточенні гірських масивів висотою 1000 метрів. Понад 90% площі села покрито лісами. 

## Клімат
У селі клімат характеризується спекотним і вологим літом та м’якою зимою (класифікація Кьоппена за кліматом Cfa). Середньорічна температура в Хіґасі-сіракаві становить 12,7 ° C. Середньорічна кількість опадів становить 2038 мм, а вересень - найвологіший місяць. Температури найвищі в середньому в серпні, близько 25,4 ° C, а найнижчі в січні, близько 0,4 ° C. 

## Демографія
За даними японського перепису населення , кількість населення Хігасісіракава стабільно зменшувалась протягом останніх 40 років. 
| Рік  | Населення |
| ---- | --------- |
| 1970 | 4,080     |
| 1980 | 3,578     |
| 1990 | 3,323     |
| 2000 | 2,980     |
| 2010 | 2,513     |

## Історія
Район навколо Хіґасі-сіракави був частиною провінції Міно. У період Едо це була частина території, контрольованої ханьством Наегі. Під час кадастрових реформ після відновлення Мейдзі район був організований в район Камо, префектура Гіфу. Село Хіґасі-сіракава було утворено 1 липня 1889 року із встановленням сучасної муніципальної системи. У ранній період Мейдзі рух хайбуцу кішаку був особливо сильним у цій місцевості, і до цього дня Хіґасі-сіракава є єдиним муніципалітетом в Японії без єдиного буддистського храму. Плани злиття села із сусіднім містом Гіфу були відхилені референдумом у червні 2004 року.

## Економіка
Основою місцевої економіки є сільське та лісове господарство.

## Освіта
У селі Хіґасі-сіракава є одна державна початкова школа та одна середня загальноосвітня школа, якими керує сільський уряд. У селі немає старшої школи.